# Marbre
|  | Per a altres significats, vegeu «Marbre (metrologia)». |

|  | Si cerqueu informació sobre un peix, vegeu Mabre. |

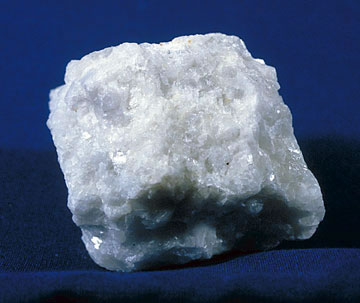
Roca de marbre

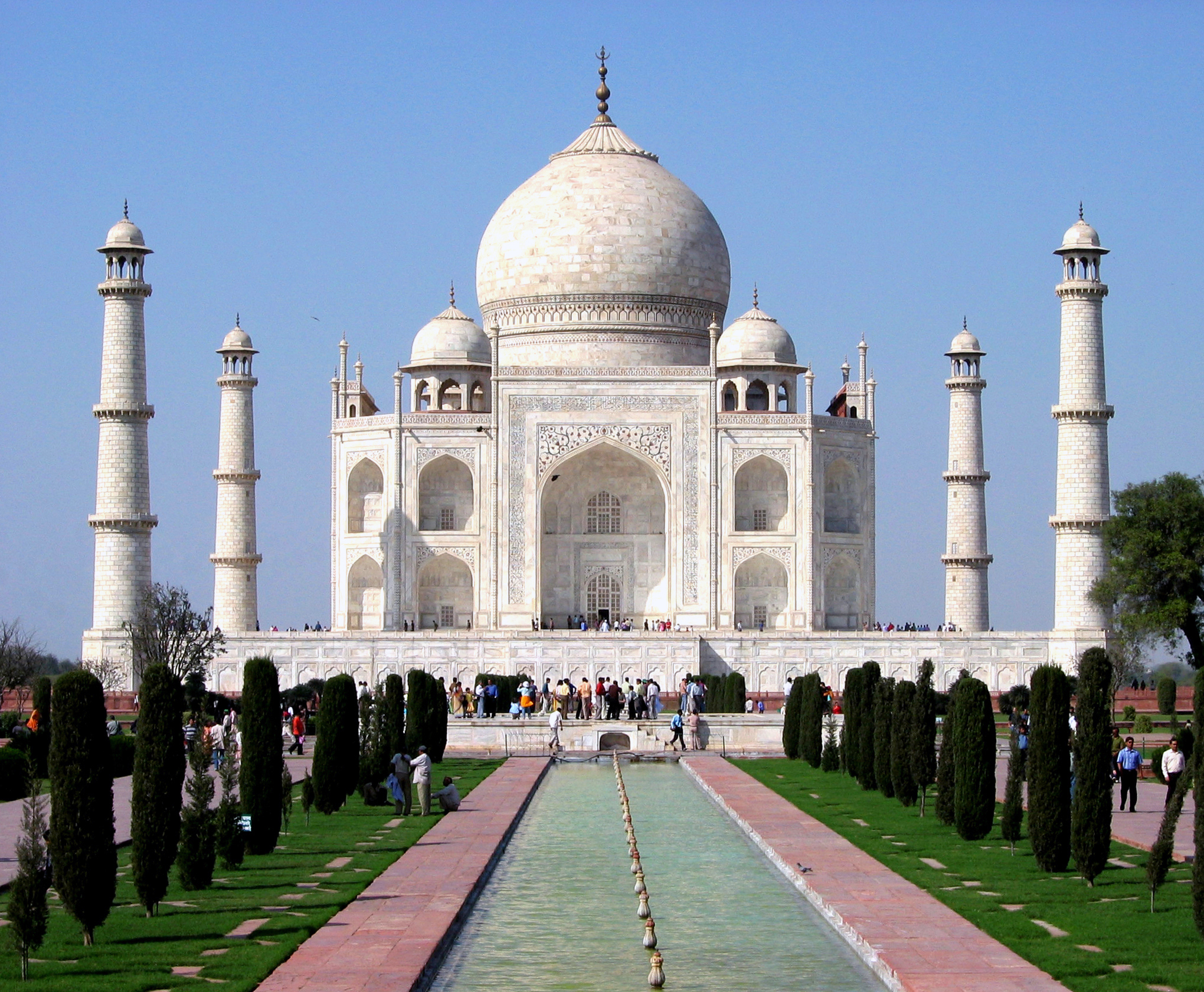
Taj Mahal, fet principalment de marbre

El marbre és una roca metamòrfica, calcària, amb textura compacta i un aspecte cristal·litzat i cristal·lí, composta principalment per grans microscòpics de calcita. És una roca ornamental d'ús històric.
En la naturalesa, el marbre, es troba en aglomerats irregulars en el si de la roca cristal·lina primitiva, on forma jaciments irregulars que amb freqüència resulten ser filons, i menys sovint formant estrats (en capes). Amb freqüència apareixen d'altres minerals formant el marbre juntament a la calcita, com el grafit, la clorita, el talc, diferents tipus de mica, el quars, la pirita i algunes pedres precioses com el corindó, el granat o la zirconita. Atenint-se al concepte mineralògic, només es consideren marbres als agregats grano-vitris, formats bàsicament per carbonat de calci, {\displaystyle {\ce {CaCO3}}}, i amb traces si fa o no fa significatives de carbonat de magnesi, {\displaystyle {\ce {MgCO3}}}, (marbre dolomític).
És famós el marbre blanc de Carrara d'Itàlia. L'escultor del renaixement italià Miquel Àngel visitava les pedreres de Carrara per escollir els marbres per a les seves escultures. Un altre marbre blanc de gran qualitat i amb denominació d'origen és el de Macael (Almeria), població coneguda com la «Ciutat de l'Or Blanc» perquè les places i voreres n'estan cobertes. Aquest marbre es pot trobar, entre d'altres, al Pati dels Lleons de l'Alhambra de Granada.
El seu ús com a material d'escultura privilegiat a l'època clàssica en va fer un signe d'elegància. Avui dia es fa servir per paviment i revestiments, taulells de mobles, etc.
El terme "marbre" prové del grec clàssic μάρμαρον (mármaron), de μάρμαρος (mármaros), que significa "pedra brillant", i potser del verb μαρμαίρω (marmaírō), "brillar o lluir". Després apareix la paraula llatinitzada marmor. La mateixa arrel llatina ha originat l'adjectiu català marmori- òria: "que és de marbre"; i en sentit figurat: "que sembla de marbre"; o en medicina "estat marmori".
Comercialment, i més enllà de la definició geològica, sovint s'aplica el nom "marbre" a altres varietats de pedra calcària.

## Formació i tipus

### Formació

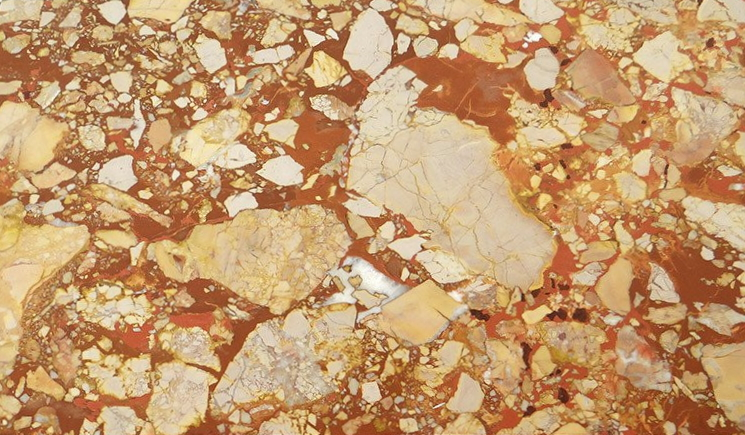
Llosa de marbre amb bretxa procedent de Montmejan, Var, França

El marbre és una roca metamòrfica derivada de roques calcàries que han sofert un metamorfisme de contacte o un metamorfisme de tipus general, sota pressió i temperatura altes.
La formació s'inicia amb el dipòsit dels sediments carbonatats als fons dels oceans. Amb el temps, els sediments resten soterrats i són alterats per la temperatura i la pressió. Amb calor i una pressió en augment, els minerals comencen a recristal·litzar-se i formen noves estructures i textures minerals. En el cas del marbre, el carbonat de calci es recristal·litza amb grans entrellaçats de textura i aspecte característics.

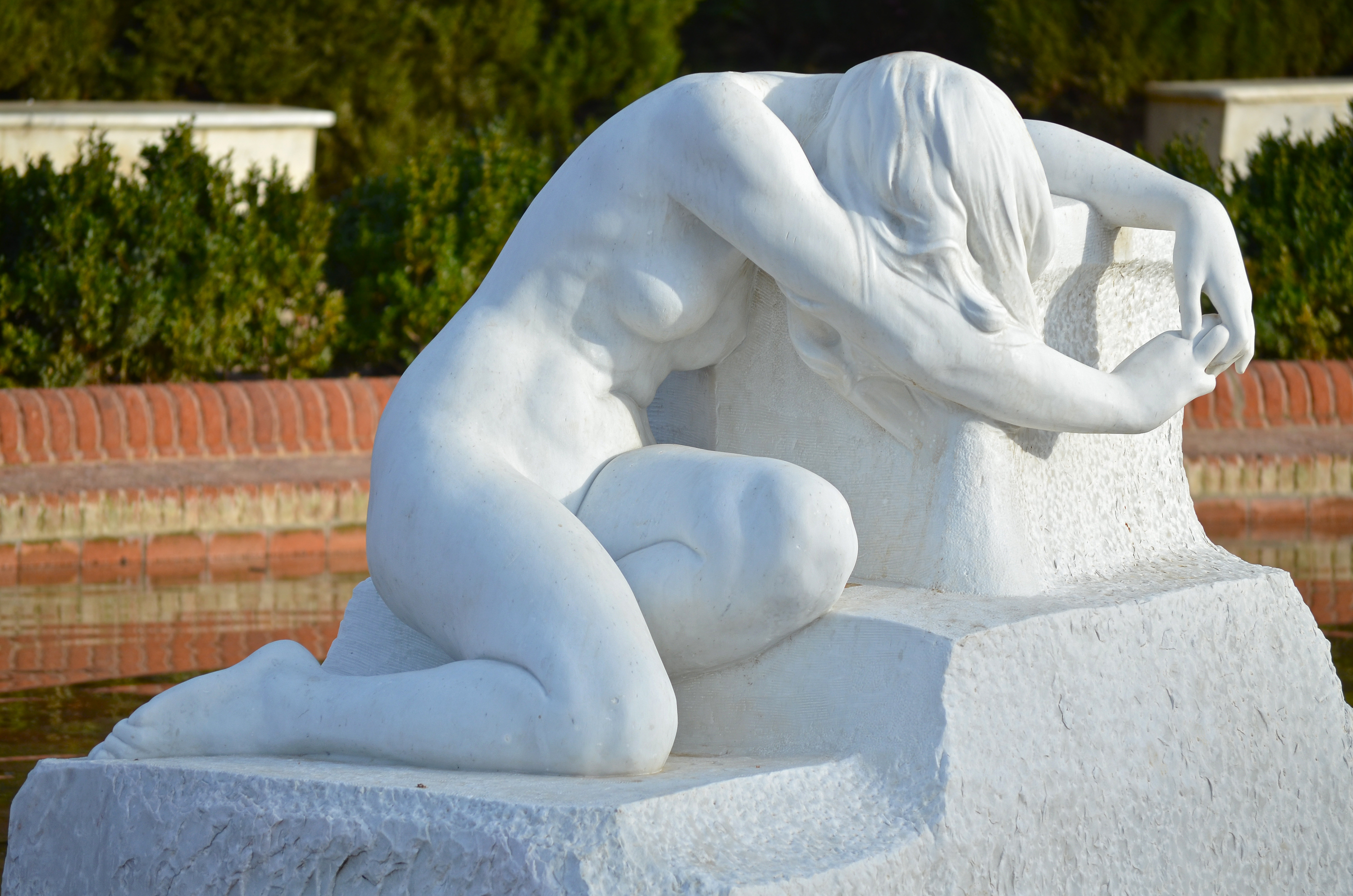
Escultura "Desconsol", de Josep Llimona, de marbre blanc, al parc de la Ciutadella, Barcelona

Les condicions per a la formació del marbre poden ser diferents depenent de la geologia específica del lloc i molt especialment de la profunditat i del temps de soterrament, el tipus de roca sedimentària i el grau de deformació que pateixen.
El marbre també es pot formar pel metamorfisme d'altres roques calcàries i dolomítiques que poden patir alhora canvis químics i mineralògics participant la temperatura, la pressió i la presència d'altres minerals i fluids. El metamorfisme de la roca calcària s'inicia a 1200-1.500 bar de pressió i a 125-180 °C. A mesura que avança el procés metamòrfic els cristalls creixen. Els colors finals que adopta el marbre són el producte conjunt de la durada, de les impureses i del grau de metamorfisme.

### Tipus
- Quan una calcària de gran puresa es recristal·litza, produeix un marbre excepcionalment blanc de textura sucrosa molt compacte, gairebé sense porositat (0,22%) i molt resistent.
- Una dolomia pura, quan es recristal·litza afectada per un grau de metamorfisme baix, produeix uns cristalls força més grans i es forma el marbre dolomític. Per contra, si el metamorfisme és alt, pot perdre bona part del contingut en dolomita i produir calcites i altres minerals com la periclasa o la brucita.
- Hi ha calcàries, no tan pures, que es transformen en els marbres bandejats amb franges o en marbres que presenten plecs o fractures, o d'altres que inclouen bretxes (marbres bretxoides, marbres milonítics), o franges de colors que es corresponen amb la composició de l'antiga roca (protòlit) abans del procés metamòrfic (carbonats i òxids). Sovint contenen quars, diòpsid, forsterita, grossulària, tremolita, miques, epidota, grafit i altres minerals
- Quan la roca ha patit un grau de metamorfisme molt alt i en cas d’un metamorfisme de contacte associat alhora a metasomatisme, els marbres adquireixen altres minerals, i esdevenen exoskarns, i cornianes calcàries.[9][10] A Catalunya, els marbres del tipus skarn de les mines de Gualba són força variats en contingut de minerals metàl·lics com l'argent, el bismut natiu i la molibdenita i també en silicats com la wol·lastonita, el crisòtil i la serpentina.[11][12]

### Varietats
- Marbre de calcita: varietat cristal·lina de pedra calcària que no contingui més del 5% carbonat de magnesi, de color variant, de gris a blanc a qualsevol color fins a marró clar o rosa.
- Marbre dolomític: varietat de pedra calcària que contingui no menys del 5% o més del 20% de carbonat de magnesi (dolomita).
- Marbre silícic: calcària amb alt contingut de sílice amb textura de gra fi i de major duresa.
- Marbre verd o de serpentina: marbre amb una gran quantitat de serpentina.[13]

## Usos del marbre
El marbre és una roca amb nombroses propietats i usos. Pel seu aspecte i facilitat de treball, s'usa en arquitectura i escultura. També s'aprofiten les propietats químiques en la indústra farmacèutica i l'agricultura. Té propietats òptiques que el fan adient per a la fabricació de cosmètics, pintures i paper. En forma triturada s'aplica com a aditiu en la construcció. La puresa del marbre, converteix aquesta roca en una matèria primera important.
- Arquitectura: per a la fabricació i talla d'elements arquitectònics, en blocs i plaques (escales, façanes, paviments).
- Construcció: roca o restes esmicolades afegides o incorporades a altres materials (graves de marbre, morters, estucats).
- Elements esculturals: escultures, estàtues i elements decoratius o artístics (talles i elements esculturals, monuments).
- Tractament de sòls agrícoles: basificació de sòls destinats al conreu d'espècies no acidòfiles o que requereixen sòls bàsics.
- Neutralitzador d'àcids: emprat en multitud de processos industruials i de depuració d'aigua.
- Extractes i suplements per a l'alimentació animal: suplements i aportacions de calci en farmàcia veterinària.
- Farmàcia i cosmètica: pols, extractes i derivats minerals (anti-àcids, dentífrics).
- Emblanquinador: usat com a pigment emblanquinador de molts productes com les pintures, el paper i d'altres.[14][15]

## Degradació i tractaments de neteja

### Degradació pels àcids
Els àcids reaccionen amb el carbonat de calci del marbre, produint àcid carbònic (que es descompon ràpidament en CO2 i H2O) i altres sals solubles: CaCO3(s) + 2H+(aq) → Ca2+(aq) + CO2(g) + H2O (l)
Les escultures exposades a l'aire lliure i les làpides o altres elements de marbre són altament afectades per la pluja àcida, amb alteracions que comporten carbonatació, sulfatació o la formació de la típica "escorça negra" que és l'acumulació de sulfats de calci, nitrats i partícules de carboni. El vinagre i les solucions àcides no són aconsellades pera a la neteja diària del marbre.

### Degradació pels microbis i els fongs
El bacteri Methylophaga murata va ser aïllat del marbre en diferents edificis i es van detectar degradacions per bacteris i fongs en mostres de marbre de la catedral de Milà; El Cladosporium negre va atacar fins i tot la resina acrílica seca.

### Conservació per cristal·lització
La cristal·lització es un mètode per fer un acabat, brillant i durador, en un element de marbre. Consisteix en polir la superfície amb una solució àcida lleugera i amb l'ajut d'un manyoc de llana d'acer o bé amb una màquina de poliment de terres en el cas dels paviments. La reacció química següent mostra un procés típic amb fluorosilicat de magnesi (MgSiF6) i àcid clorhídric (HCl): CaCO3(s) + MgSiF6(l) + 2HCl (l) → MgCl2(s) + CaSiF6(s) + CO2(g) + H2O(l)
L'hexafluorosilicat de calci resultant (CaSiF6) s'integra a la superfície del marbre i el fa més dur, més brillant i resistent contra les taques.
Un altre mètode tradicional d'acabat del marbre és el poliment amb àcid oxàlic (H2C2O4), que és un àcid orgànic i produeix la reacció següent: CaCO3(s) + H2C2O4(l) → CaC2O4(s) + CO2(g) + H2O(l). En aquest cas, l'oxalat de calci (CaC2O4) format en la reacció s'elimina i deixa una superfície que no ha sofert alteració química.

## Història
A l'antic Egipte no es va usar el marbre i es van utilitzar altres roques per bastir obeliscs i monuments com l'arenisca extreta de Sisileh. La gran majoria dels temples i monuments egipcis es van construir amb roques de granit vermell, negre i gris.
A l'època clàssica l'ús del marbre va augmentar en ser emprat per l'arquitectura grega de l'antiguitat. El marbre s'anomenava: pedra blanca o pedra pentèlica, himetta o pariana. A més a més de les pedreres de Paros i Naxos, ja famoses aleshores, es va iniciar l'extracció de marbre a Pentèlicus. Altres pedreres eren a Eleusis, Trípoli, Argos, Selinus, Siracusa, Skyros i Vravrona. Avui, els marbres més purs i de major blancor a Grècia són els extrets a les pedreres de Pentelicus i Dionisos.

## Pedreres
Les pedreres de marbre amb més anomenada del món són a Carrara a Itàlia; a Portland, Anglaterra; a Paros i Pentèlic, Grècia (preferit pels escultors) i Rutland a EUA.
Al Rajasthan hi ha una gran diversitat de marbres en colors i matisos. A Makrana s'extreu un marbre cristal·lí, blanc i pur. El marbre de la zona de Rajsamand és de color blanc brut o blanc grisenc. Una varietat molt apreciada és el marbre verd que s'extreu a prop d'Udaipur.

## Extracció
L'extracció del marbre es fa a les pedreres tallant els blocs a la mida de les diferents utilitats. Es poden tallar emprant diferents tècniques, voladures, perforacions, excavacions, el tall a raig d'aigua i les falques.
La roca sol ser tallada amb serres de diversos tipus, com la de fulla diamantada, la serra de làmines en grup i les serres circulars de diferent diàmetre. Recentment s'apliquen tècniques de tall modernes i mètodes que inclouen sistemes de control i solucions integrades per a la producció en línia.

### Poliment
Per al poliment s'apliquen moles i capçals de més gruixut a més fi, acabant amb abrassius cada cop més fins que milloren el color i la textura natural de la pedra. Hi ha altres acabats per a deixar superfícies rugoses o mats on hi intervenen, el raspallat, el cisellat, el sorrejat o el tractament tèrmic i amb flama, que permet fer saltar petites escates de la superfície de la pedra.

## Producció
El 1998, la producció de marbre estava dominada per 4 països que representaven gairebé la meitat de la producció mundial de marbre i pedra decorativa. Itàlia i la Xina van ser els líders mundials, cadascun representant el 16% de la producció mundial, mentre que Espanya i l'Índia van produir el 9% i el 8%, respectivament. L'índex de demanda mundial de marbre manufacturat mostra un creixement del 12% anual durant el període 2000-2006 on l'aplicació més estesa és la rajoleria.
El 2018 Turquia va ser líder en exportació de marbre, amb un 42% del total del comerç mundial, seguida d'Itàlia amb un 18% i Grècia amb un 10%. El major importador de marbre el 2018 va ser la Xina amb una quota de mercat del 64%, seguida de l'Índia amb un 11% i Itàlia amb un 5%.
Als EUA, segons el Servei Geològic, la producció de marbre acabat, el 2006, va ser d'un total de 46.400 tones mentre que la producció de marbre triturat (per a usos agregats i industrials) va ser de 6 milions de tones.
La indústria del marbre és de les més importants a Palestina, aportant entre el 20 i el 25% dels seu PIB industrial, La gran majoria de les exportacions van cap a Israel.